# Hebert Brol
Hebert Danilo Brol Cárdenas, född 10 januari 1980, är en guatemalansk sportskytt. Hans bröder, Enrique Brol och Jean Pierre Brol, är båda också sportskyttar som tävlat i olympiska spelen.

## Karriär
Brol tävlade vid olympiska sommarspelen 2016 i Rio de Janeiro, där han slutade på 20:e plats i dubbeltrap. Vid panamerikanska spelen 2023 i Santiago tog Brol brons i trap.